# Satellite Beach
Satellite Beach es una ciudad ubicada en el condado de Brevard en el estado estadounidense de Florida. En el Censo de 2010 tenía una población de 10.109 habitantes y una densidad poblacional de 910,03 personas por km².

## Geografía
Satellite Beach se encuentra ubicada en las coordenadas 28°10′43″N 80°35′58″O / 28.17861, -80.59944. Según la Oficina del Censo de los Estados Unidos, Satellite Beach tiene una superficie total de 11.11 km², de la cual 7.56 km² corresponden a tierra firme y (31.94%) 3.55 km² es agua.

## Demografía
Según el censo de 2010, había 10.109 personas residiendo en Satellite Beach. La densidad de población era de 910,03 hab./km². De los 10.109 habitantes, Satellite Beach estaba compuesto por el 92.95% blancos, el 1.97% eran afroamericanos, el 0.27% eran amerindios, el 1.75% eran asiáticos, el 0.05% eran isleños del Pacífico, el 0.77% eran de otras razas y el 2.25% pertenecían a dos o más razas. Del total de la población el 5.81% eran hispanos o latinos de cualquier raza.